# إنسان سعيد
الإنسان السعيد (بالإنجليزية: The Happy Human)‏ (سابقا الرجل السعيد (بالإنجليزية: The Happy Man)‏) هي أيقونة علمانية والرمز الرسمي للاتحاد الدولي للدراسات الإنسانية والأخلاقية والهيئة العالمية للإنسانية، وتم اعتمادها من قبل العديد من المنظمات الإنسانية والأفراد في جميع أنحاء العالم. الرمز اختير في الستينيات، بعد المنافسة التي نظمتها الرابطة البريطانية الإنسانية؛ التصميم الفائز أنشأه دوني بارينغتون.
مالك الحقوق، الرابطة البريطانية الإنسانية وضعته تحت حرية تراخيص الاستخدام بحسن نية من قبل الهيئات الإنسانية في جميع أنحاء العالم. العديد من الجمعيات والهيئات الإنسانية استخدمت الشعار أو نسخة معدلة منه.

## معرض صور

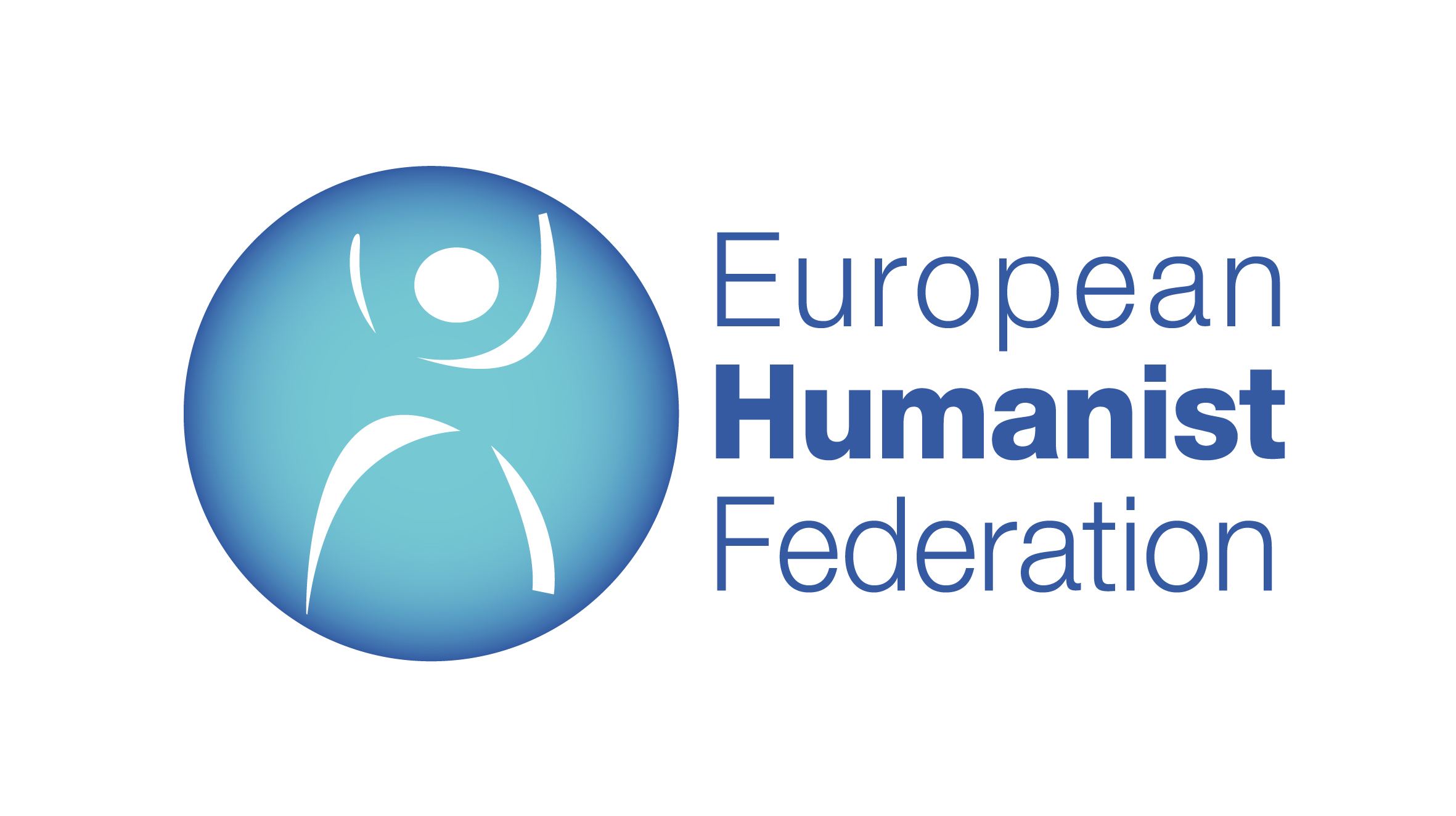
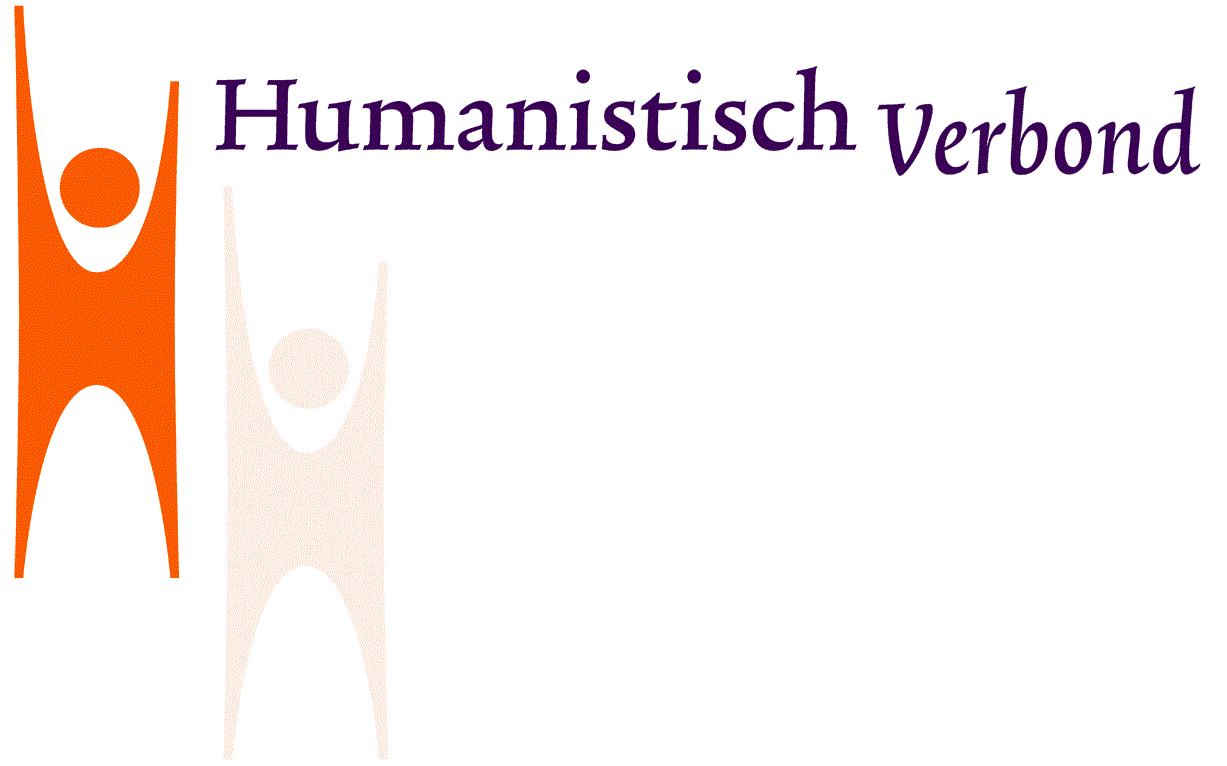
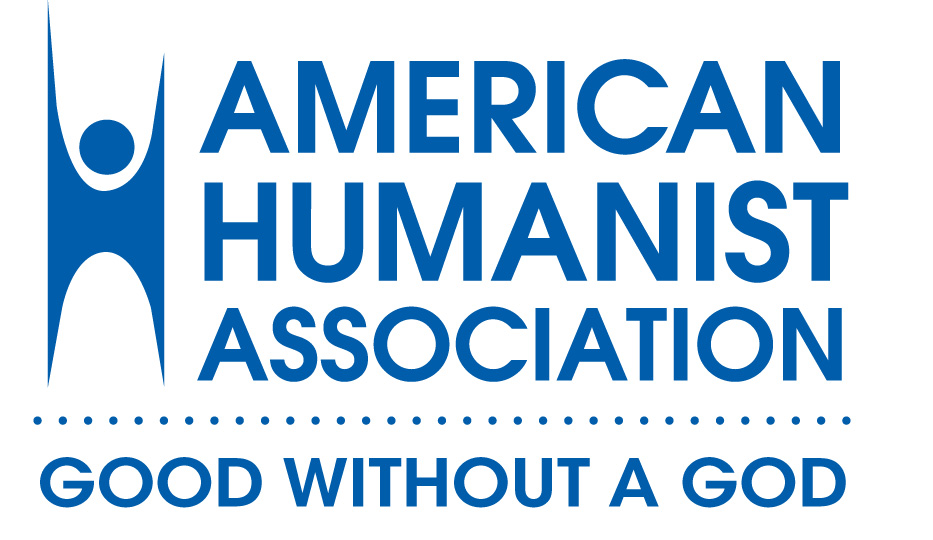
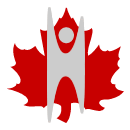
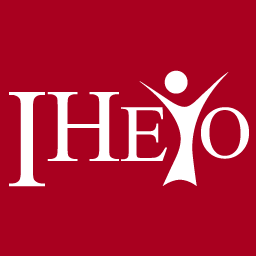

## وصلات خارجية
- صفحة الرابطة البريطانية الإنسانية عن هذا الشعار